# دي إكس سي تكنولوجي 600 عام 2019
دي إكس سي تكنولوجي 600 عام 2019 هو سباق فورمولا 1 أقيم بتاريخ 8 يونيو 2019. حلّ الأمريكي جوزيف نيوقاردن أولا بينما جاء الأمريكي أليكساندر روسي في المركز الثاني وحصل على المركز الثالث الأمريكي غراهام رحال.